# Artemisia disjuncta
Artemisia disjuncta — вид квіткових рослин з родини айстрових (Asteraceae). Поширення: західна Монголія, Сіньцзян. Населяє схили або кам'янисті пагорби; 1700–2700 метрів.

## Біоморфологічна характеристика
Це багаторічна трав'яниста рослина заввишки 10–15 см, з дерев'янистим кореневищем; зазвичай нерозгалужена. Прикореневе та нижнє стеблове листя на ніжці 2–3 см; листкова пластинка довгаста або еліптична, 4–6 × 2–4 см, знизу залозисто-крапкова, 2- або 3-перисто-роздільна або секційна; сегменти 3 або 4 пари; частки 2- або 3-роздільні; частки еліптично-ланцетні або ланцетні, зрідка 1–3-пилчасті; рахіс вузькокрилий. Найбільш верхнє листя довгасте, 1(або 2)-перисто-роздільне, 1–2 × 0.5–1.8 см; листоподібні приквітки дрібні, перисто-роздільні або цілокраї. Синцвіття китицеподібне. Квіткові голови пониклі; квітконіжка 5–15 мм. Обгортка майже куляста, 5–8 мм у діаметрі. Крайових жіночих квіточок 8–12. Дискових квіточок 30–50, двостатеві. Сім'янка яйцеподібно-еліпсоїдна. Цвітіння та плодіння: серпень — жовтень.